# Southampton F.C.
Southampton Football Club je angleški nogometni klub, s sedežem v mestu Southampton, ki trenutno tekmuje v Premier League.
Klub je bil ustanovljen 21. novembra 1885. Zaradi zgodovinskega ozadja se jih je prijel vzdevek Sveti, saj je klub ustanovila nogometna zveza mladih moških Sv. Marije in od ustanovitve dalje igrajo v rdeče-belih dresih. Klubski stadion je bil sprva The Dell (1898-2001), od 2001 pa nogometaši Southamptona igrajo na stadionu St Mary's Stadium.

## Rivalstvo
Klub ima dolgoletno rivalstvo z Portsmouthom, zaradi njegove bližine in pomorske zgodovine obeh mest. Derbi med njima se imenuje South Coast derby.